# 脛永村
脛永村（はぎながむら）は、かつて岐阜県揖斐郡にあった村である。
現在の揖斐郡揖斐川町脛永に該当する。
池田郡の村であったが、後に揖斐郡の村となった。

## 歴史
- 1889年（明治22年）7月1日 - 町村制により脛永村発足。
- 1897年（明治30年）4月1日[2] - 大野郡の一部と池田郡が合併して揖斐郡となる。
- 1897年（明治30年）4月1日 - 田中村、粕河原村、沓井村と合併し、養基村発足。同日、沓井村廃止。
- 1956年（昭和31年）9月30日 - 養基村分割され、旧・粕河原村、田中村、沓井村の地域は池田町に、旧・脛永村の地域は揖斐川町に編入される。